# Cerodrillia bahamensis
Cerodrillia bahamensis é uma espécie de gastrópode do gênero Cerodrillia, pertencente a família Drilliidae.